# Estadio Elías Figueroa Brander
Estadio Elías Figueroa Brander, tidigare Estadio Municipal de Valparaíso (1931–2005) och Estadio Regional Chiledeportes (2005–2012) , är en idrottsarena i staden Valparaíso, Chile, främst använd för fotboll. Arenan kallas i folkmun Estadio Playa Ancha (svenska: breda strandarenan) på grund av att arenan ligger i området med samma namn i staden. Arenan är hemmaplan för fotbollsklubben Santiago Wanderers. Arenan invigdes 25 december 1931 (juldagen) och har en maxkapacitet på 25 000 personer. Arenan har använts i mästerskapen Copa América 1991 samt U20-VM 1987. Däremot användes arenan inte under Fotbolls-VM 1962, utan den i närheten belägna arenan Estadio Sausalito användes som spelplats i regionen.
Arenan genomgår renovering under 2013, som skall stå klart i augusti 2013. I samband med nyöppningen sker även ett namnbyte till Estadio Elías Figueroa Brander. Renoveringen sker med anledning av Copa América 2015.